# Handschriftenverkäufe der Badischen Landesbibliothek

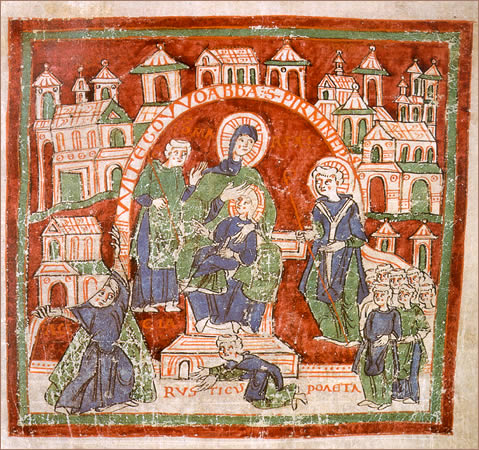
Gesta Witigowonis Widmungsbild, Reichenauer Handschrift

Im September des Jahres 2006 wurde zum ersten Mal seit der Gründung der Bundesrepublik Deutschland seitens einer Landesregierung der Versuch unternommen, in Museen und Bibliotheken verwahrte größere Mengen an Kulturgütern in den Kunst- und Antiquitätenhandel zu geben; der Versuch verursachte einen internationalen Protest von Fachleuten, Wissenschaftlern und Bürgern. Letztendlich kam es zu keinerlei Verkäufen.

## Ereignis und Hintergrund
Am 20. September 2006 wurde bekannt, dass das Land Baden-Württemberg plante, mittelalterliche Handschriften und Inkunabeln aus Beständen der Badischen Landesbibliothek Karlsruhe mit einem geschätzten Wert von 70 Millionen Euro zu verkaufen. Hintergrund war ein geplanter Vergleich zwischen dem Land und dem Haus Baden, das Eigentumsansprüche auf sich in den Museen und Bibliotheken des Landes befindende Gemälde, seltene Drucke und Handschriften – darunter auch die betroffenen Handschriften – im geschätzten Wert von 250 bis 300 Millionen Euro erhob. 40 Millionen Euro des Erlöses sollten zur Gründung einer „Stiftung Schloss Salem“ verwendet werden, in die auch das bislang im Eigentum des Hauses Baden stehende Schloss selbst eingebracht werden sollte, um dessen Erhalt sicherzustellen. Mit dem anderen Teil sollte das Haus Baden für bereits in die Sanierung des Schlosses getätigte Investitionen entschädigt werden. Das Haus Baden wollte dafür auf die Eigentumsansprüche verzichten. Die Deutsche Forschungsgemeinschaft, der Ulmer Verein – Verband für Kunst- und Kulturwissenschaften, der Verband Deutscher Kunsthistoriker, der Vorsitzende des Wissenschaftsrates, der Präsident der Bayerischen Akademie der Wissenschaften, der Erzbischof von Freiburg, die Äbte der Deutschen Benediktinerklöster, der Kulturstaatsminister Michael Naumann sowie zahlreiche weitere Wissenschaftler und Personen aus dem In- und Ausland warnten vor dieser möglichen Veräußerung, die mit hoher Wahrscheinlichkeit auch eine Zerstückelung der Sammlung als Ganzes sowie der Bände im Einzelnen bedeutet hätte.

## Rechtslage
Strittig war die Frage, ob das Eigentumsrecht der genannten Kulturgüter dem Haus Baden als Erben der Großherzöge von Baden oder dem Land Baden-Württemberg als Rechtsnachfolger des Großherzogtums Baden zustand. Der Meinung des Hauses Baden stand ein Gutachten des Rechtswissenschaftlers Siegfried Reicke (1967) gegenüber sowie seit September 2006 eine verfassungsrechtliche Begründung der Eigentumsrechte des Landes von Reinhard Mußgnug.

## Einigung
Am 10. Oktober 2006 gab Ministerpräsident Günther Oettinger bekannt, dass zwar an dem angestrebten Vergleich festgehalten werde, das Geld hierfür jedoch durch ein Drei-Säulen-Modell, welches neben dem Land auch private Mäzene sowie Kunst- und Kultureinrichtungen mit einbeziehe, bereitgestellt werden sollte. Ein Verkauf von Kulturgütern im Rahmen einer Überprüfung von Sammlungen „im Sinne einer Profilbildung“ sei hierdurch aber nicht ausgeschlossen. Ziel des Finanzierungsmodells war zunächst die Erhaltung von Schloss Salem, die Abgeltung der Investitionen des Hauses Baden und der Erwerb der „unbestritten“ in dessen Eigentum stehenden Kunstwerke. Zu jenen Kunstwerken zählte Oettinger insbesondere die sogenannte Markgrafentafel von Hans Baldung Grien. Wie der Historiker Dieter Mertens den Akten im Generallandesarchiv in Karlsruhe entnehmen konnte, war jedoch gerade dieses Kunstwerk bereits 1930 in das Eigentum des Landes übergegangen. Während nach Aussage Oettingers das Haus Baden weiterhin Anspruch auf das Gemälde erhebt, führte die Frankfurter Allgemeine Zeitung weitere Gemälde auf, die laut Mertens bereits dem Land gehörten, jedoch von der Regierung des Landes Baden-Württemberg durch den angestrebten Vergleich „gesichert“ werden wollten.
Am 18. Dezember 2007 lag das von der Landesregierung in Auftrag gegebene Expertengutachten vor, das die Besitzverhältnisse aller Kulturgegenstände klären sollte, auf die das Haus Baden Anspruch erhob. Es kam zu dem Ergebnis, dass der weit überwiegende Teil der strittigen Güter Landeseigentum sei. Zum Eigentum des Hauses Baden am Bestand der Badischen Landesbibliothek zählte das Gutachten sechsunddreißig dort hinterlegte Handschriften, dreizehn Hebel-Handschriften und die sog. Tulpenbücher. Die Landesregierung bot daraufhin dem Haus Baden Gespräche an, um zu einer Lösung auch für das bedrohte Kulturgut Schloss Salem zu kommen. Ohne die strittige Eigentumsfrage vor Gericht auszutragen, einigte sich das Land Baden-Württemberg mit dem Haus Baden auf eine Zahlung des Landes von insgesamt 57 Millionen Euro für das Schloss Salem und für weitere Kunstschätze, darunter jene Karlsruher Handschriften, die das Gutachten dem Haus Baden zugewiesen hatte und die nun in Landeseigentum übergingen. Zur Vereinbarung gehörte auch der Verzicht des Hauses Baden auf Besitzansprüche an Kulturgütern, die der Zähringer Stiftung zugeordnet gewesen waren. Am 6. April 2009 wurde der Vertrag besiegelt. Damit konnte ein Verkauf von Handschriften der Badischen Landesbibliothek verhindert werden.